# (3653) Климишин
(3653) Климишин (лат. Klimishin) — типичный астероид главного пояса, открыт 25 апреля 1979 года советским астрономом Николаем Черных в Крымской астрофизической обсерватории и 1 сентября 1993 года назван в честь учёного-астронома и педагога Ивана Климишина.

## Обнаружение и именование
(3653) Климишин
Открыт 25 апреля 1979 года в Научном Н. С. Черных.
Назван в честь профессора астрономии Ивано-Франковского педагогического института Ивана Антоновича Климишина. Выдающийся специалист в области космической гидродинамики, Климишин также является экспертом по истории астрономии и автором нескольких популярных книг по астрономии.
Оригинальный текст (англ.)3653 Klimishin
Discovered 1979-04-25 by Chernykh, N. at Nauchnyj.
Named in honor of Ivan Antonovich Klimishin, professor of astronomy at the Ivano-Frankovsk Pedagogical Institute. Prominent in the field of cosmic hydrodynamics, Klimishin is also an expert on the history of astronomy and is the author of some popular astronomical books.
Источники: DISCOVERY.DB; M.P.C. 22498.

## Орбита

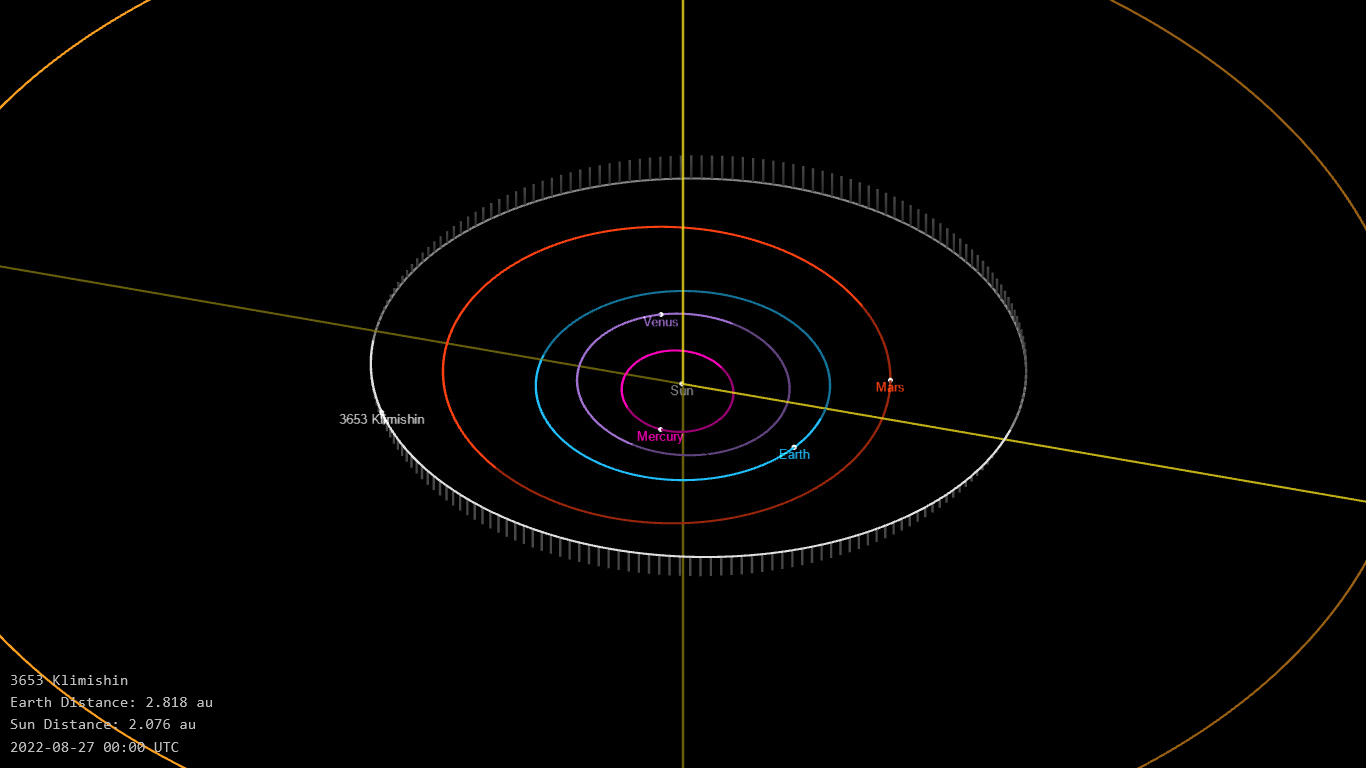
Орбита астероида Климишин и его положение в Солнечной системе

## Физические характеристики
Астероид относится к таксономическому классу S.
По результатам наблюдений в видимом и ближнем инфракрасном диапазоне космического телескопа NEOWISE диаметр астероида сначала оценивался равным 5,975±0,089 км, позже — 5,445±0,006 км. Согласно тем же источникам альбедо оценивается как 0,2864±0,0339 и 0,350±0,078.